# Goya, una vida apasionada
Goya, una vida apasionada è un cortometraggio documentario del 1957 diretto da José María Ochoa.
L'opera audiovisiva è stata prodotta dalla casa di produzione Urania Films. È stato registrato in formato Eastmancolor.

## Trama
Il cortometraggio ripercorre la vita del pittore spagnolo Francisco Goya, attraverso la voce narrante di Agustín de Foxá.

## Produzione
Il documentario viene presentato nel dicembre del 1957 al pubblico spagnolo al Cinema Rialto di Madrid alla presenza della voce e autore Agustín de Foxá e di D. Rafael Sánchez Malas, allora presidente del Museo del Prado.
Nel maggio del 1958 il cortometraggio viene presentato al Festival di Cannes, durante la sua undicesima edizione, dove viene candidato nella categoria "Miglior cortometraggio". Inoltre, nello stesso anno, vince il premio Cinema Writers Circle Awards, il riconoscimento come miglior documentario al Premio Nacional de Cinematografía, consegnato dal Ministero della cultura spagnolo e un premio al Premios del Círculo de Escritores Cinematográfico; oltre ad essere dichiarato di interesse nazionale per la tematica che affronta.

## Accoglienza
Secondo Diana Callejas dell'Università autonoma di Madrid, il cortometraggio sul pittore spagnolo si distingue dagli, per dare un'idea diversa della sua vita rispetto a quelli che venivano prodotti in quel periodo. Il documentario ha raggiunto un buon successo anche in alcuni paesi oltre la Spagna.

## Riconoscimenti
- Cinema Writers Circle Awards 1958: Miglior Cortometraggio (José María Ochoa)